# Södermanlands runinskrifter 25
Södermanlands runinskrifter 25 är en vikingatida runsten av gråsten i Långbro, Trosa-Vagnhärads socken och Trosa kommun i Södermanland. Den är 137 centimeter hög och 100 centimeter bred vid foten. Slingans bredd är åtta centimeter. Sedan 1958 har den flyttats tolv meter åt nordöst och står i ett murat postament, delvis nedgrävt i backen.

## Inskriften
Translitterering av runraden:
· ui·gautra : auk : igialtr : a[uk : usurR : þaiR : rais... ...tae]n : þinsa · a[t] · su[ain · ...aþur : sin]
Normalisering till runsvenska:
Vigautr ok Ingialdr ok Assurr þæiR ræis[tu s]tæin þennsa at Svæin, [f]aður sinn.
Översättning till nusvenska:
Vigöt och Ingjald och Assur de reste denna sten efter Sven, sin fader.